# 北海道道1149号南千歳停車場線
北海道道1149号南千歳停車場線（ほっかいどうどう1149ごう みなみちとせていしゃじょうせん）は、北海道千歳市内を結ぶ一般道道（北海道道）である。

## 概要

### 路線データ
- 起点：北海道千歳市柏台南1丁目（JR北海道 千歳線・石勝線 南千歳駅）
- 終点：北海道千歳市柏台南2丁目（国道337号・道央圏連絡道路日の出ランプ）
- 総延長：1.463 km
- 実延長：1.463 km
- 重用延長：0 km

### 道路管理者
- 空知総合振興局 札幌建設管理部 千歳出張所

## 歴史
- 1997年（平成9年）1月14日 - 路線認定[1]。

## 地理

### 通過する自治体
- 石狩振興局
  - 千歳市

### 交差する道路
千歳市
- 国道337号 - 柏台南2丁目（終点）
- 道央圏連絡道路日の出ランプ - 柏台南2丁目（終点）

### 沿線にある施設など
千歳市
- JR北海道 千歳線・石勝線 南千歳駅
- 千歳アウトレットモール・レラ
- 空港公園